# Kanton Clairvaux-les-Lacs
Der Kanton Clairvaux-les-Lacs war bis 2015 ein französischer Wahlkreis im Département Jura und in der damaligen Region Franche-Comté. Er umfasste 24 Gemeinden im Arrondissement Lons-le-Saunier; sein Hauptort (frz.: chef-lieu) war Clairvaux-les-Lacs. Die landesweiten Änderungen in der Zusammensetzung der Kantone brachten im März 2015 seine Auflösung, die Gemeinden wurden dem erheblich erweiterten Kanton Saint-Laurent-en-Grandvaux zugeordnet. Vertreter im conseil général des Départements war zuletzt von 1985 bis 2015 Gérard Bailly.

## Gemeinden
| - Barésia-sur-l’Ain - Boissia - Charcier - Charézier - Chevrotaine - Clairvaux-les-Lacs - Cogna - Doucier - Fontenu - La Frasnée - Le Frasnois - Hautecour | - Largillay-Marsonnay - Marigny - Menétrux-en-Joux - Mesnois - Patornay - Pont-de-Poitte - Saffloz - Songeson - Soucia - Thoiria - Uxelles - Vertamboz |